# Kobito
Kobito (* 1986) ist ein deutscher Rapper aus Berlin, der auf Deutsch textet und seit 2005 aktiv ist. Der Name Kobito ist ein Akronym und steht für Kombination aus Bild und Ton.

## Leben
Kobito ist Gründungsmitglied der Band Schlagzeiln und bildet zusammen mit Sookee das Hip-Hop-Duo Deine Elstern.
Die Gruppe Schlagzeiln spielte seit 2006 etwa 200 Gigs in Deutschland, Österreich, der Schweiz und Dänemark und erspielte sich eine immer größere Fangemeinde.
Das Duo Kobito&Sookee aka Deine Elstern erhielt mit dem Song Augen Zu aus der EP Deine Elstern, das von MisterMo (Schlagzeiln) produziert wurde, viel Beachtung in der Rap-Szene und darüber hinaus. Der Song erschien schließlich als Maxivinyl durch eine Labelkooperation mit Audiolith, auf welchem die Elektropunk-Band Frittenbude auf der einen und Deine Elstern auf der anderen Seite erschienen.
Im September 2011 veröffentlichte Kobito sein neues Album Zu Eklektisch über Twisted Chords. Features auf diesem Album sind Sookee und Pyro One.
Kobito ist wie Bandkollegin Sookee Gründungsmitglied des 2013 gegründeten Kollektivs Tick Tick Boom.
Seit 2013 ist Kobito beim Hamburger Indielabel Audiolith unter Vertrag. Am 6. Juni 2014 erschien das Album Blaupausen auf CD, Vinyl und digital via Audiolith, zuvor wurden bereits die Songs Du gibst deiner Welt einen Ruck, Blaupausen und die erste Single Niemals Arm als Videos ausgekoppelt.
Am 20. Oktober 2015 veröffentlichte Kobito zusammen mit dem Rapper Spezial-K, der ebenfalls Mitglied des linken Künstlerkollektivs Tick Tick Boom ist, ein Video zu dem Song The Walking Deutsch. Der Song erschien damit an dem Tag, an dem die fremden- und islamfeindliche Bewegung Pegida ihren ersten Geburtstag feierte. Nach Aussage von Kobito richtet sich der Song jedoch nicht exklusiv an Pegida, sondern kritisiert auch den alltäglichen Rassismus aus der Mitte der Gesellschaft.
Am 13. April 2016 erschien mit dem Song Warten auf die Sonne eine weitere Videoauskopplung, diesmal zusammen mit dem Rapper Amewu. Der Song wurde ebenfalls über das Label Audiolith released.

## Diskografie
| Titel                                                   | Jahr | Label                         |
| ------------------------------------------------------- | ---- | ----------------------------- |
| Kobito - Kobito Ergo Sum                                | 2005 | Eigenvertrieb                 |
| Kobimob - Rumblefish                                    | 2006 | Eigenvertrieb                 |
| Schlagzeiln - Berliner Melange                          | 2007 | Eigenvertrieb                 |
| Kobito - Schon Unterwegs EP                             | 2008 | Free Download / Eigenvertrieb |
| Schlagzeiln - Der Complex                               | 2009 | Twisted Chords                |
| Kobito&Sookee - Deine Elstern EP                        | 2010 | Springstoff                   |
| Kobito - Zu Eklektisch                                  | 2011 | Twisted Chords                |
| Kobito - Fangen Spielen (7" Splitvinyl mit Neonschwarz) | 2013 | Audiolith                     |
| Kobito - Niemals arm (Single)                           | 2014 | Audiolith                     |
| Kobito - Blaupausen (CD / LP)                           | 2014 | Audiolith                     |
| Kobito feat. Spezial-K - The Walking Deutsch (Single)   | 2015 | Audiolith                     |
| Kobito feat. Spezial-K - The Walking Deutsch Remixes EP | 2016 | Audiolith                     |
| Kobito - Warten auf die Sonne (Single)                  | 2016 | Audiolith                     |
| Kobito - About Blank (Single)                           | 2016 | Audiolith                     |
| Kobito - Für einen Moment perfekt (CD / LP)             | 2016 | Audiolith                     |
| Kobito - Lass Mich Mal Machen (EP / digital)            | 2017 | Audiolith                     |